# Omar Alfanno
Omar Enrique Alfanno Velázquez (Santiago, Panamá; 4 de enero de 1957) también conocido como Omar Alfanno, es un cantautor panameño reconocido por sus diferentes composiciones para artistas de salsa, lo que lo han llevado a ser catalogado como uno de los principales compositores de la música hispana.

## Biografía

### Inicios
Desde muy niño Alfanno, descubrió su pasión por la música y el canto. Retorna a México, donde se titula cirujano dentista en La Universidad Autónoma de México. Su primera canción "Quiero" la grabó en el año 1973. Mientras estudiaba no dejó de destacar toda su pasión por la música y sus primeras composiciones fueron grabadas por artistas de la talla de: Shakira, Alejandro Sanz, Paty Cantú, Thalía,  Ana Gabriel, Yuri, Lupita D'Alessio, Franco, Lucero y Vicki Carr.

## Carrera
En 1987, graba su primer disco titulado "Cosas de Barrio". Al año siguiente viaja a Puerto Rico, donde grabó "Joe De Barrio" y "Cuerpos al calor". En el 1991 firmó un contrato con CBS y grabó "En torno al amor", el cuarto álbum que graba como cantante.
En la Puerto Rico, Omar Alfanno cosechó sus primeros éxitos en su carrera. En 1988, Willie Colón le grabó "El Gran Varón", tema que recorrió Latinoamérica y el mundo.
Le siguen las canciones "Vivir sin Ella" y "Conciencia" de Gilberto Santa Rosa, "Aparentemente" y "Esa Mujer" de Tony Vega, "Date un chance" y "Así es la vida" de Luis Enrique, "Amores como el nuestro" y "Cuenta Conmigo" de Jerry Rivera, entre otras.
Otro de los intérpretes que se ha dado a conocer gracias a Alfanno es Víctor Manuelle, quien tras su exitoso debut con "Apiádate de mi", ha obtenido un gran número de reconocimientos con otros sencillos como "Hay que poner el alma", "Así es la mujer", "Que habría sido de mi" y "Si la Ves".
Otros artistas latinos que han grabado temas compuestos por Omar son: Celia Cruz, El Gran Combo, Oscar D'León, Cheo Feliciano, José Alberto "El Canario", Milly Quezada, Elvis Crespo, Olga Tañón, Rubén Blades, Lalo Rodríguez,  Rey Ruiz, Ismael Miranda,  Domingo Quiñones, Tito Nieves, Manny Manuelle, DLG Ray Sepúlveda, Huey Dumbar, Charlie Cardona, Eddie Santiago, entre otros.
Gilberto Santa Rosa, ha sido uno de los mejores intérpretes de Alfanno, y otros de los éxitos que han sido reconocidos en su carrera son: "Sin Voluntad", "Me volvieron hablar de ella" y "Que alguien me diga".
Cantantes de otros géneros que han interpretado canciones de Alfanno son: Shakira, Thalía, Gente de Zona, Alejandro Sanz, Paty Cantu, Joey Montana, CD9, Fonseca, Ricky Martin, Grupo Orishas, José Feliciano, Amanda Miguel, Olga Tañon Diego Verdaguer, Proyecto M., Marianela, Lourdes Robles, Diana Vega, Melina León, entre otros. Otros cantantes que han interpretado los sencillos de Alfanno son:  Charlie Zaa y Huey Dunbar, entre otros.
Los premios concedidos a Alfanno son: Latin Grammy, Premios Billboard, Premio ASCAP y Premio SESAC, en varias oportunidades. Premio a la Excelencia, Premio TV y Novelas, Premio Diplo, Premio Agueybana y Premio Ronda de Venezuela, entre muchos otros
El tema «A puro dolor» se mantuvo No1 en la revista Billboard por 18 semanas consecutivas, y también se dominó como "Canción Tropical del Año", para la primera entrega del Grammy Latino. Después de esto le han sido entregado muchos premios.

## Discografía
- 1987: "Joe de Barrio"
- 1987: "Cosas de Barrio"
- 1988: "Cuerpos al calor"
- 1991: "En torno al amor"[2]
- 2013: "Omar Alfanno De Panama para el Mundo" DVD & CD
- 2015: "Omar Alfanno Desde Madrid Live" DVD & CD

## Premios
- ASCAP - Compositor del Año
- SESAC - Compositor tropical del Año
- Premio a la Excelencia
- Premio TV y Novelas
- Premio Diplo
- Premio Agueybana
- Premio Ronda de Venezuela
- "A puro dolor" - Canción Tropical del Año
- Premio Lo Nuestro
- Premio Juventud
- Premio Billboard
- Premio Grammy